# Thomas Kennedy (baloncestista)
Thomas Kennedy (nacido en Windsor; 1 de septiembre de 2000) es un baloncestista canadiense que actualmente juega en el Telekom Baskets Bonn de la Basketball Bundesliga. Con 2,06 metros de estatura, juega en la posición de pívot. Es internacional con la Selección de baloncesto de Canadá.

## Trayectoria deportiva
Es un jugador formado en la Southwest Academy de London en Ontario hasta 2018, cuando ingresó en la Universidad de Windsor, de la que formó parte hasta 2021.
En 2019, siendo alumno de la Universidad de Windsor, disputó unos minutos con el Brampton Honey Badgers en la CEBL canadiense.
En la temporada 2020-21, forma parte de la plantilla del Brampton Honey Badgers en la CEBL canadiense.
En la temporada 2021-22, forma parte de la plantilla del Vancouver Bandits en la CEBL canadiense.
En la temporada 2022-23, forma parte de la plantilla del Scarborough Shooting Stars en la CEBL canadiense.
El 25 de julio de 2023, firma por el Telekom Baskets Bonn de la Basketball Bundesliga de Alemania.